# Doctor Sassafras
Doctor Sassafras oder Doctor, Tod und Teufel ist eine von Franz Graf von Pocci verfasste Komödie in drei Aufzügen aus dem Jahr 1860. Hauptfigur ist der gleichnamige Arzt, der glaubt, dass die Medizin imstande sei, den Tod zu besiegen. Als Gegenstück zu dieser Behauptung zieht sich durch das Stück der Satz „Contra en mortis non herbula crescit en hortis.“ („Gegen den Tod ist kein Kraut gewachsen.“).

## Handlung
1. Akt
Der bekannte Doktor Sassafras ist ein begabter Arzt, zu dem viele Menschen strömen. Ohne sein Wissen gibt sich sein Assistent Casperl in der Abwesenheit seines Vorgesetzten als Arzt aus und vollführt an den Patienten teils unsinnige Untersuchungen. So schneidet er einem Bauern, der vom Knödelessen Bauchschmerzen hat, den Bauch auf, sodass die Knödel herausfallen.
Sassafras’ schwierigster Patient ist der Herr von Steinreich, ein eingebildeter Kranker. Dieser verbietet seinem Sekretär Schreiber den Umgang mit seinem Mündel Marie und lehnt kaltherzig Bittgesuche armer Leute ab. Dass sein schlechtes Gewissen die wahre Ursache für sein häufig auftretendes Herzleiden ist, wird vor allem dadurch deutlich, dass Steinreichs Herzstechen immer dann auftritt, wenn er von sich selbst als gnädigem und gutem Menschen spricht, während gleichzeitig seine Handlungen das genaue Gegenteil beweisen. Er behauptet zum Beispiel, der Mensch solle sich nur auf das Nötigste beschränken, und fragt im nächsten Moment nach einer Gänseleberpastete. Sassafras weiß, dass die Krankheit nicht echt ist. Obwohl er die genaue Ursache für Steinreichs Herzschmerzen nicht kennt, nutzt er die Situation aus, um sich durch zahlreiche Verordnungen zu bereichern.
Dem Tod gefallen Sassafras’ Erfolge gar nicht, und er macht ihm ein Angebot: Der Arzt solle die eine Hälfte seiner Patienten heilen, die andere solle der Tod ins Jenseits mitnehmen. Sassafras bittet um Bedenkzeit.
2. Akt
Sassafras schließt trotz der Mahnungen des gottesfürchtigen Totengräbers einen Pakt mit dem Teufel. Der Teufel verkauft ihm im Austausch für seine Seele einen magischen Stuhl, der jeden festhält, der sich auf ihn setzt. Als der Tod in menschlicher Gestalt als „Dr. Knochenmayr“ auftaucht, setzt der Arzt ihn auf diese Weise fest. Während der Tod tobt, triumphiert Sassafras, endlich den Tod besiegt zu haben. Sassafras wird immer erfolgreicher, nicht zuletzt durch die Gefangennahme des Todes, der unbeweglich in seinem Zimmer sitzt und den Casperl durch sein Aussehen in Angst versetzt. Selbst diejenigen, die unheilbar krank sind, kann der Arzt nun heilen. Sein Patient Steinreich hat inzwischen in der Bibel gelesen und eingesehen, wie kaltherzig er bisher war. Er verspricht Marie, sie mit Schreiber zu verheiraten, doch dieser ist verschwunden. Steinreich lässt ihn suchen.
3. Akt
Auf dem Friedhof sinniert der Totengräber darüber, was denn nun sein Zweck sei, jetzt, wo kein Mensch mehr stirbt. Er bemerkt Schreiber, der sich erschießen will, und kann ihn davon abbringen. Währenddessen tobt der Teufel, dass der Vertrag ein Fehler war, denn ohne den Tod kann er überhaupt keine Seelen mehr bekommen. Er befreit daraufhin den Tod, der sofort den Arzt konfrontiert. Sassafras akzeptiert, dass die Medizin den Tod letztlich nicht besiegen kann, und geht freiwillig mit ihm.
In der letzten Szene sind Steinreich, Marie und Schreiber glücklich über die zukünftige Hochzeit. Als Steinreich einen Diener schicken will, um Dr. Sassafras einzuladen, erfährt er, dass dieser verstorben sei. Das Stück endet mit der Feststellung des Dieners: „Wider den Tod kein Kräutlein gewachsen ist“.

## Die Ansichten der Figuren zum Thema Tod
Da das Hauptmotiv des Stückes der Tod ist, finden sich zahlreiche Figuren, die unterschiedliche Ansichten zu diesem Thema haben. 
- Dr. Sassafras glaubt an den Fortschritt der Medizin und ihre Fähigkeit, selbst den Tod zu besiegen. Den Tod gefesselt zu haben, bedeutet für ihn den größten Triumph der Medizin. Schließlich jedoch akzeptiert er mit den Worten „Ohne Tod kein Leben“, dass der Tod ein fester Bestandteil des Lebens ist.
- Der Totengräber sieht durch seine Arbeit den Tod als das Ende der Dinge und hat daher eine leicht nihilistische Ansicht im Bezug auf weltliche Güter („Was kümmert mich die ganze Welt, ich lass’ den Leuten Ehr und Geld. ’s ist alles nur ein eitler Schein, ein jeder muss ins Grab hinein.“) oder den Status von Personen („Alt oder jung, arm oder reich – Hier liegen sie beisammen gleich. Ob König oder Bettelmann – im Leben keiner bleiben kann.“). Trotzdem ist er ein Mensch, der das Leben nicht vollends als sinnlos sieht, so rettet er den Sekretär Schreiber vor dem Selbstmord und gibt ihm neue Hoffnung.
- Der Sekretär Schreiber, geplagt von Steinreichs Entschluss, dass er dessen Nichte nicht heiraten darf, sieht den Tod als einzigen Ausweg aus seinem Leid und will sich erschießen. Durch den Totengräber gewinnt er jedoch wieder Zuversicht und lässt von seinem Plan ab.
- Der Tod selbst sieht sich als das unausweichliche Ende („Alles muss doch in meinen Rachen“) und unbezwingbare Naturgewalt, die man nicht besiegen und der man nicht entkommen kann. Sassafras’ Erfolge sind für ihn eine Demütigung, weswegen er Sassafras anbietet, die Patienten mit ihm zu teilen. Als er festgesetzt wird, wird er rasend und droht Sassafras, dass man ihn nicht ewig gefangen halten kann. Bei seinem späteren Gespräch mit Sassafras bezeichnet er sich als den Übergang des irdischen Lebens in die Ewigkeit. Sassafras akzeptiert nun die Unausweichlichkeit des Todes als Tatsache und geht mit ihm.